# Cohabitation (film)
Pour les articles homonymes, voir Cohabitation.
Pour plus de détails, voir Fiche technique et Distribution.
Cohabitation (Уплотнение) est un moyen métrage dramatique et romantique muet de RSFS de Russie réalisé par Alexandre Panteleïev (ru) et sorti en 1918.
Produit par le comité cinématographique de Petrograd, c'est l'un des premiers films de la République socialiste fédérative soviétique de Russie (RSFSR), fondée peu de temps auparavant.

## Synopsis
Un serrurier et sa fille viennent cohabiter dans l'appartement d'un professeur, dans le cadre d'un processus étatique de densification de la population (voir Kommounalka). Par la suite, l'appartement reçoit la visite de plusieurs ouvriers et le professeur décide de commencer à donner des conférences dans le club des ouvriers. Le fils cadet tombe amoureux de la fille de l'ouvrier et ils décident de se marier. Le fils aîné du professeur n'est pas satisfait des nouveaux locataires de l'appartement et il est arrêté.

## Fiche technique
- Titre français : Cohabitation[1]
- Titre original russe : Уплотнение, Ouplotnenie[2]
- Titre géorgien : ჩემი ბებია, Chemi bebia
- Réalisation : Alexandre Panteleïev (ru)
- Scénario : Anatoli Lounatcharski, Alexandre Panteleïev (ru)
- Photographie : Vladimir Lemke
- Société de production : Comité cinématographique de Petrograd (Petrogradskij Kinokomitet)
- Pays de production :  RSFS de Russie
- Langue originale : russe (film muet)
- Format : noir et blanc - Muet
- Genre : film dramatique et romantique
- Durée : 56 min (1 060 mètres)
- Dates de sortie: 
  - RSFS de Russie : 7 novembre 1918

## Distribution
- Ivan Lerskiï-Daline : le serrurier Poulnikov
- Dmitri Lechtchenko (ru) : Professeur Khroustine
- Anatoli Lounatcharski : commissaire du peuple à l'éducation  (caméo)[3]

## Production

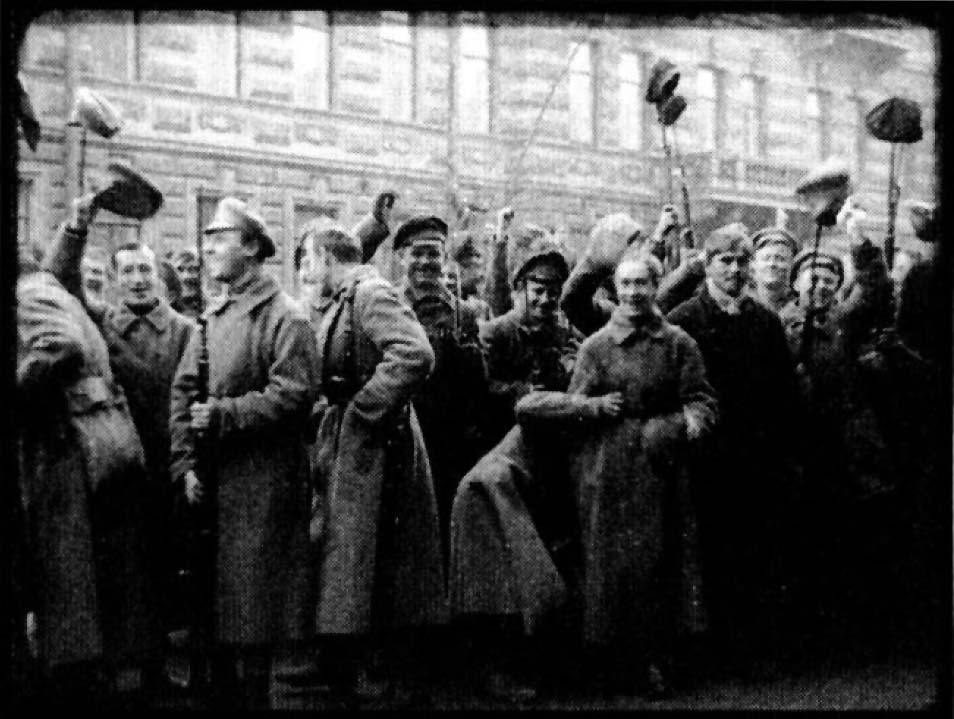
Une scène du film.

Le film, dont le scénario a été écrit par Anatoli Lounatcharski lui-même, alors commissaire du peuple à l'Éducation de la RSFSR, est assez simple du point de vue de l'intrigue et de la technique cinématographique. Le film revêt une importance particulière dans l'histoire du cinéma, notamment en raison des circonstances dans lesquelles il a été réalisé. Il n'est pas seulement l'un des plus anciens films de la jeune RSFSR, mais aussi l'un des rares films conservés de cette première période.